# Campeonato Sergipano de Futebol de 2005
O Campeonato Sergipano de Futebol de 2005 aconteceu entre 13 de fevereiro e 29 de maio de 2005 e reuniu dez equipes. O campeão foi o Itabaiana que quebrou um jejum de 7 anos sem conquistar o campeonato estadual. A equipe garantiu vaga na Copa do Brasil de 2006 e na Série C do Campeonato Brasileiro de 2005, além da participação na Copa Governo do Estado de Sergipe de 2005.

## Formato
O campeonato foi disputado em fase única. Todas as equipes jogaram entre si, em turno e returno. A equipe que somou mais pontos sagrou-se campeã. As duas equipes piores colocadas foram rebaixadas para a série A2 de 2006.

### Critérios de desempate
Os critério de desempate foram aplicados na seguinte ordem:
1. Maior número de vitórias
2. Maior saldo de gols
3. Maior número de gols pró (marcados)
4. Maior número de gols contra (sofridos)
5. Confronto direto
6. Sorteio

## Equipes participantes
| - América Futebol Clube[i] (Propriá) - Sociedade Boca Júnior Futebol Clube[i] (Cristinápolis) - Associação Desportiva Confiança (Aracaju) - Associação Atlética Guarany (Porto da Folha) - Associação Olímpica de Itabaiana (Itabaiana) | - Atlético Clube Lagartense (Lagarto) - Centro Sportivo Maruinense (Maruim) - Olímpico Esporte Clube (Itabaianinha) - Riachuelo Futebol Clube (Riachuelo) - Club Sportivo Sergipe (Aracaju) |

i. ^ Promovidos da série A2 de 2004.

## Fase Única

### Turno
Primeira rodada
| 13 de fevereiro | Confiança | 4 – 0 | América de Propriá | Batistão, Aracaju |
| 15:30           |           |       |                    |                   |

| 13 de fevereiro | Boca Júnior | 2 – 3 | Sergipe | Geraldo Oliveira, Cristinápolis |
| 15:30           |             |       |         |                                 |

| 13 de fevereiro | Itabaiana | 4 – 0 | Maruinense | Presidente Médici, Itabaiana |
| 15:30           |           |       |            |                              |

| 13 de fevereiro | Lagartense | 1 – 1 | Guarany | Paulo Barreto, Lagarto |
| 15:30           |            |       |         |                        |

| 13 de fevereiro | Riachuelo | 1 – 1 | Olímpico | Francisco Leite, Riachuelo |
| 15:30           |           |       |          |                            |

Segunda rodada
| 20 de fevereiro | Olímpico | 2 – 0 | Confiança | Souzão, Itabaianinha |
| 15:30           |          |       |           |                      |

| 20 de fevereiro | Guarany | 1 – 0 | Riachuelo | Estádio João Alves, Gararu |
| 15:30           |         |       |           |                            |

| 20 de fevereiro | Sergipe | 1 – 1 | Itabaiana | João Hora, Aracaju |
| 15:30           |         |       |           |                    |

| 20 de fevereiro | América de Propriá | 0 – 4 | Boca Júnior | Jackson Carvalho, Capela |
| 15:30           |                    |       |             |                          |

| 23 de fevereiro | Maruinense | 1 – 2 | Lagartense | Batistão, Aracaju |
| 15:30           |            |       |            |                   |

Terceira rodada
| 27 de fevereiro | Itabaiana | 0 – 1 | Boca Júnior | Presidente Médici, Itabaiana |
| 15:30           |           |       |             |                              |

| 27 de fevereiro | Confiança | 0 – 1 | Guarany-SE | Batistão, Aracaju |
| 15:30           |           |       |            |                   |

| 27 de fevereiro | Lagartense | 2 – 2 | América de Propriá | Paulo Barreto, Lagarto |
| 15:30           |            |       |                    |                        |

| 27 de fevereiro | Olímpico | 1 – 1 | Maruinense | Souzão, Itabaianinha |
| 15:30           |          |       |            |                      |

| 27 de fevereiro | Riachuelo | 1 – 2 | Sergipe | Francisco Leite, Riachuelo |
| 15:30           |           |       |         |                            |

Quarta rodada
| 6 de março | Lagartense | 2 – 1 | Confiança | Paulo Barreto, Lagarto |
| 15:30      |            |       |           |                        |

| 6 de março | Riachuelo | 2 – 3 | Itabaiana | Francisco Leite, Riachuelo |
| 15:30      |           |       |           |                            |

| 6 de março | Boca Júnior | 1 – 1 | Olímpico | Geraldo Oliveira, Cristinápolis |
| 15:30      |             |       |          |                                 |

| 6 de março | Guarany-SE | 1 – 1 | América de Propriá | Estádio João Alves, Gararu |
| 15:30      |            |       |                    |                            |

| 6 de março | Sergipe | 0 – 2 | Maruinense | João Hora, Aracaju |
| 15:30      |         |       |            |                    |

Quinta rodada
| 13 de março | Itabaiana | 1 – 0 | Guarany-SE | Presidente Médici, Itabaiana |
| 15:30       |           |       |            |                              |

| 13 de março | Confiança | 1 – 2 | Riachuelo | Batistão, Aracaju |
| 15:30       |           |       |           |                   |

| 13 de março | Olímpico | 2 – 2 | Lagartense | Souzão, Itabaianinha |
| 15:30       |          |       |            |                      |

| 13 de março | Maruinense | 0 – 2 | Boca Júnior | Francisco Leite, Riachuelo |
| 15:30       |            |       |             |                            |

| 13 de março | América de Propriá | 1 – 2 | Sergipe | Jackson Carvalho, Capela |
| 15:30       |                    |       |         |                          |

Sexta rodada
| 23 de março | Riachuelo | 3 – 1 | América de Propriá | Francisco Leite, Riachuelo |
| 15:30       |           |       |                    |                            |

| 23 de março | Boca Júnior | 2 – 0 | Lagartense | Geraldo Oliveira, Cristinápolis |
| 15:30       |             |       |            |                                 |

| 23 de março | Guarany-SE | 1 – 1 | Maruinense | Estádio Caio Feitosa, Porto da Folha |
| 15:30       |            |       |            |                                      |

| 23 de março | Sergipe | 2 – 0 | Olímpico | João Hora, Aracaju |
| 15:30       |         |       |          |                    |

| 24 de março | Itabaiana | 0 – 1 | Confiança | Presidente Médici, Itabaiana |
| 15:30       |           |       |           |                              |

Sétima rodada
| 26 de março | Confiança | 2 – 0 | Boca Júnior | Batistão, Aracaju |
| 15:30       |           |       |             |                   |

| 26 de março | América de Propriá | 0 – 1 | Itabaiana | Jackson Carvalho, Capela |
| 15:30       |                    |       |           |                          |

| 26 de março | Lagartense | 3 – 3 | Sergipe | Paulo Barreto, Lagarto |
| 15:30       |            |       |         |                        |

| 26 de março | Maruinense | 0 – 3 | Riachuelo | Idalito Oliveira, Carmópolis |
| 15:30       |            |       |           |                              |

| 26 de março | Olímpico | 1 – 1 | Guarany | Souzão, Itabaianinha |
| 15:30       |          |       |         |                      |

Oitava rodada
| 20 de março | Sergipe | 1 – 0 | Confiança | Batistão, Aracaju |
| 15:30       |         |       |           |                   |

| 2 de abril | Itabaiana | 2 – 0 | Olímpico | Presidente Médici, Itabaiana |
| 16:00      |           |       |          |                              |

| 2 de abril | Maruinense | 2 – 0 | América de Propriá | Idalito Oliveira, Carmópolis |
| 15:30      |            |       |                    |                              |

| 2 de abril | Boca Júnior | 1 – 1 | Guarany-SE | Geraldo Oliveira, Cristinápolis |
| 15:30      |             |       |            |                                 |

| 2 de abril | Riachuelo | 1 – 1 | Lagartense | Estádio Batistão, Aracaju |
| 15:30      |           |       |            |                           |

Nona rodada
| 10 de abril | Guarany-SE | 1 – 3 | Sergipe | Estádio Caio Feitosa, Porto da Folha |
| 15:30       |            |       |         |                                      |

| 10 de abril | Confiança | 1 – 0 | Maruinense | Batistão, Aracaju |
| 15:30       |           |       |            |                   |

| 10 de abril | América de Propriá | 2 – 2 | Olímpico | Jackson Carvalho, Capela |
| 15:30       |                    |       |          |                          |

| 10 de abril | Boca Júnior | 1 – 0 | Riachuelo | Geraldo Oliveira, Cristinápolis |
| 15:30       |             |       |           |                                 |

| 10 de abril | Lagartense | 2 – 2 | Itabaiana | Paulo Barreto, Lagarto |
| 15:30       |            |       |           |                        |

### Returno
Décima rodada
| 17 de abril | América de Propriá | 1 – 1 | Confiança | Estádio João Alves, Gararu |
| 15:30       |                    |       |           |                            |

| 17 de abril | Guarany-SE | 2 – 2 | Lagartense | Estádio Caio Feitosa, Porto da Folha |
| 15:30       |            |       |            |                                      |

| 17 de abril | Maruinense | 0 – 3 | Itabaiana | Idalito Oliveira, Carmópolis |
| 15:30       |            |       |           |                              |

| 17 de abril | Olímpico | 1 – 0 | Riachuelo | Souzão, Itabaianinha |
| 15:30       |          |       |           |                      |

| 17 de abril | Sergipe | 2 – 0 | Boca Júnior | João Hora, Aracaju |
| 20:30       |         |       |             |                    |

Décima primeira rodada
| 21 de abril | Itabaiana | 2 – 2 | Sergipe | Presidente Médici, Itabaiana |
| 15:30       |           |       |         |                              |

| 21 de abril | Confiança | 1 – 2 | Olímpico | Batistão, Aracaju |
| 15:30       |           |       |          |                   |

| 21 de abril | Boca Júnior | 0 – 2 | América de Propriá | Geraldo Oliveira, Cristinápolis |
| 15:30       |             |       |                    |                                 |

| 21 de abril | Lagartense | 4 – 2 | Maruinense | Paulo Barreto, Lagarto |
| 15:30       |            |       |            |                        |

| 21 de abril | Riachuelo | 1 – 1 | Guarany-SE | Francisco Leite, Riachuelo |
| 15:30       |           |       |            |                            |

Décima segunda rodada
| 24 de abril | Maruinense | 0 – 1 | Olímpico | Idalito Oliveira, Carmópolis |
| 15:30       |            |       |          |                              |

| 24 de abril | América de Propriá | 4 – 5 | Lagartense | Estádio João Alves, Gararu |
| 15:30       |                    |       |            |                            |

| 24 de abril | Boca Júnior | 3 – 5 | Itabaiana | Geraldo Oliveira, Cristinápolis |
| 15:30       |             |       |           |                                 |

| 24 de abril | Guarany-SE | 0 – 1 | Confiança | Estádio Caio Feitosa, Porto da Folha |
| 15:30       |            |       |           |                                      |

| 24 de abril | Sergipe | 5 – 1 | Riachuelo | João Hora, Aracaju |
| 16:00       |         |       |           |                    |

Décima terceira rodada
| 1 de maio | Itabaiana | 1 – 0 | Riachuelo | Presidente Médici, Itabaiana |
| 15:30     |           |       |           |                              |

| 1 de maio | Olímpico | 3 – 0 | Boca Júnior | Souzão, Itabaianinha |
| 15:30     |          |       |             |                      |

| 1 de maio | América de Propriá | 3 – 1 | Guarany-SE | Estádio João Alves, Gararu |
| 15:30     |                    |       |            |                            |

| 1 de maio | Maruinense | 1 – 0 | Sergipe | Vavazão, Maruim (Sergipe) |
| 15:30     |            |       |         |                           |

| 1 de maio | Confiança | 0 – 2 | Lagartense | Batistão, Aracaju |
| 17:00     |           |       |            |                   |

Décima quarta rodada
| 8 de maio | Riachuelo | 1 – 4 | Confiança | Francisco Leite, Riachuelo |
| 15:30     |           |       |           |                            |

| 8 de maio | Lagartense | 3 – 3 | Olímpico | Paulo Barreto, Lagarto |
| 15:30     |            |       |          |                        |

| 8 de maio | Guarany-SE | 2 – 2 | Itabaiana | Estádio Caio Feitosa, Porto da Folha |
| 15:30     |            |       |           |                                      |

| 8 de maio | Boca Júnior | 5 – 1 | Maruinense | Geraldo Oliveira, Cristinápolis |
| 15:30     |             |       |            |                                 |

| 8 de maio | Sergipe | 3 – 2 | América de Propriá | João Hora, Aracaju |
| 16:00     |         |       |                    |                    |

Décima quinta rodada
| 15 de maio | Lagartense | 6 – 2 | Boca Júnior | Paulo Barreto, Lagarto |
| 15:30      |            |       |             |                        |

| 15 de maio | América de Propriá | 2 – 1 | Riachuelo | Estádio João Alves, Gararu |
| 15:30      |                    |       |           |                            |

| 15 de maio | Olímpico | 2 – 2 | Sergipe | Souzão, Itabaianinha |
| 15:30      |          |       |         |                      |

| 15 de maio | Maruinense | 1 – 1 | Guarany-SE | Vavazão, Maruim (Sergipe) |
| 15:30      |            |       |            |                           |

| 15 de maio | Confiança | 0 – 1 | Itabaiana | Estádio Batistão, Aracaju |
| 16:00      |           |       |           |                           |

Décima sexta rodada
| 22 de maio | Itabaiana | 2 – 1 | América de Propriá | Presidente Médici, Itabaiana |
| 15:30      |           |       |                    |                              |

| 22 de maio | Boca Júnior | 3 – 1 | Confiança | Geraldo Oliveira, Cristinápolis |
| 15:30      |             |       |           |                                 |

| 22 de maio | Riachuelo | 3 – 2 | Maruinense | Francisco Leite, Riachuelo |
| 15:30      |           |       |            |                            |

| 22 de maio | Guarany-SE | 2 – 0 | Olímpico | Estádio Caio Feitosa, Porto da Folha |
| 15:30      |            |       |          |                                      |

| 22 de maio | Sergipe | 0 – 1 | Lagartense | João Hora, Aracaju |
| 17:00      |         |       |            |                    |

Décima sétima rodada
| 26 de maio | Confiança | 1 – 2 | Sergipe | Batistão, Aracaju |
| 15:30      |           |       |         |                   |

| 26 de maio | América de Propriá | 1 – 5 | Maruinense | Estádio João Alves, Gararu |
| 15:30      |                    |       |            |                            |

| 26 de maio | Guarany-SE | 4 – 2 | Boca Júnior | Estádio Souzão, Itabaianinha |
| 15:30      |            |       |             |                              |

| 26 de maio | Olímpico | 0 – 0 | Itabaiana | Souzão, Itabaianinha |
| 15:30      |          |       |           |                      |

| 26 de maio | Lagartense | 1 – 1 | Riachuelo | Paulo Barreto, Lagarto |
| 15:30      |            |       |           |                        |

Décima oitava rodada
| 29 de maio | Maruinense | 0 – 4 | Confiança | Vavazão, Maruim (Sergipe) |
| 15:30      |            |       |           |                           |

| 29 de maio | Sergipe | 1 – 0 | Guarany-SE | João Hora, Aracaju |
| 15:30      |         |       |            |                    |

| 29 de maio | Olímpico | 1 – 2 | América de Propriá | Souzão, Itabaianinha |
| 15:30      |          |       |                    |                      |

| 29 de maio | Riachuelo | 2 – 2 | Boca Júnior | Francisco Leite, Riachuelo |
| 15:30      |           |       |             |                            |

| 29 de maio | Itabaiana | 3 – 0 | Lagartense | Presidente Médici, Itabaiana |
| 15:30      |           |       |            |                              |

## Classificação Final
| Pos. | Equipe             | Pts | J  | V  | E | D  | GP | GC | SG  |
| ---- | ------------------ | --- | -- | -- | - | -- | -- | -- | --- |
| 1    | Itabaiana          | 38  | 18 | 11 | 5 | 2  | 33 | 15 | +18 |
| 2    | Sergipe            | 37  | 18 | 11 | 4 | 3  | 34 | 21 | +13 |
| 3    | Lagartense         | 30  | 18 | 7  | 9 | 2  | 39 | 32 | +7  |
| 4    | Boca Júnior        | 24  | 18 | 7  | 3 | 8  | 31 | 33 | -2  |
| 5    | Olímpico           | 24  | 18 | 5  | 9 | 3  | 23 | 22 | +1  |
| 6    | Confiança          | 22  | 18 | 7  | 1 | 10 | 23 | 20 | +3  |
| 7    | Guarany-SE         | 21  | 18 | 4  | 9 | 5  | 21 | 22 | -1  |
| 8    | Riachuelo          | 17  | 18 | 4  | 5 | 9  | 23 | 30 | -7  |
| 9    | América de Propriá | 16  | 18 | 4  | 4 | 10 | 25 | 40 | -15 |
| 10   | Maruinense         | 12  | 18 | 4  | 3 | 11 | 19 | 36 | -17 |

## Melhores do Campeonato
Foram escolhidos pela imprensa sergipana juntamente com vários desportistas do estado os melhores do Campeonato Sergipano de Futebol da Série A-1 de 2005:
| N°                    |            | Nome               | Função  | Time pertencente |
| Goleiro               | Goleiro    | Goleiro            | Goleiro | Goleiro          |
| --------------------- | ---------- | ------------------ | ------- | ---------------- |
| -                     | Brasileiro | Fábio              | G       | Confiança        |
| Zagueiros             |            |                    |         |                  |
| -                     | Brasileiro | Felipe             | Z       | Sergipe          |
| -                     | Brasileiro | Gonçalves          | Z       | Sergipe          |
| Laterais              |            |                    |         |                  |
| -                     | Brasileiro | Deivid Natal       | LD      | Itabaiana        |
| -                     | Brasileiro | Ramon              | LE      | Confiança        |
| Meias                 |            |                    |         |                  |
| -                     | Brasileiro | Nem                | M       | Itabaiana        |
| -                     | Brasileiro | Hamilton           | M       | Sergipe          |
| -                     | Brasileiro | Raulino            | M       | Itabaiana        |
| -                     | Brasileiro | Nilson             | M       | Sergipe          |
| Atacantes             |            |                    |         |                  |
| -                     | Brasileiro | Matheus            | A       | Itabaiana        |
| -                     | Brasileiro | Márcio Carioca     | A       | Boca Júnior      |
| Treinador             |            |                    |         |                  |
| -                     | Brasileiro | Freitas Nascimento | T       | Itabaiana        |
| Melhor equipe         |            |                    |         |                  |
| -                     | Brasileiro | Itabaiana          | E       | Itabaiana        |
| Presidente            |            |                    |         |                  |
| -                     | Brasileiro | Alberto Nogueira   | P       | Itabaiana        |
| Preparador Físico     |            |                    |         |                  |
| -                     | Brasileiro | Carlos Alberto     | PF      | Itabaiana        |
| Treinador de Goleiros |            |                    |         |                  |
| -                     | Brasileiro | João José          | TG      | Sergipe          |
| Médico                |            |                    |         |                  |
| -                     | Brasileiro | Marconi Ramos      | DR      | Sergipe          |

## Premiação
| Campeonato Sergipano de 2005                         |
| Itabaiana                                            |
| ---------------------------------------------------- |
| ASSOCIAÇÃO OLÍMPICA DE ITABAIANA Campeão (9º título) |